# Salpinx

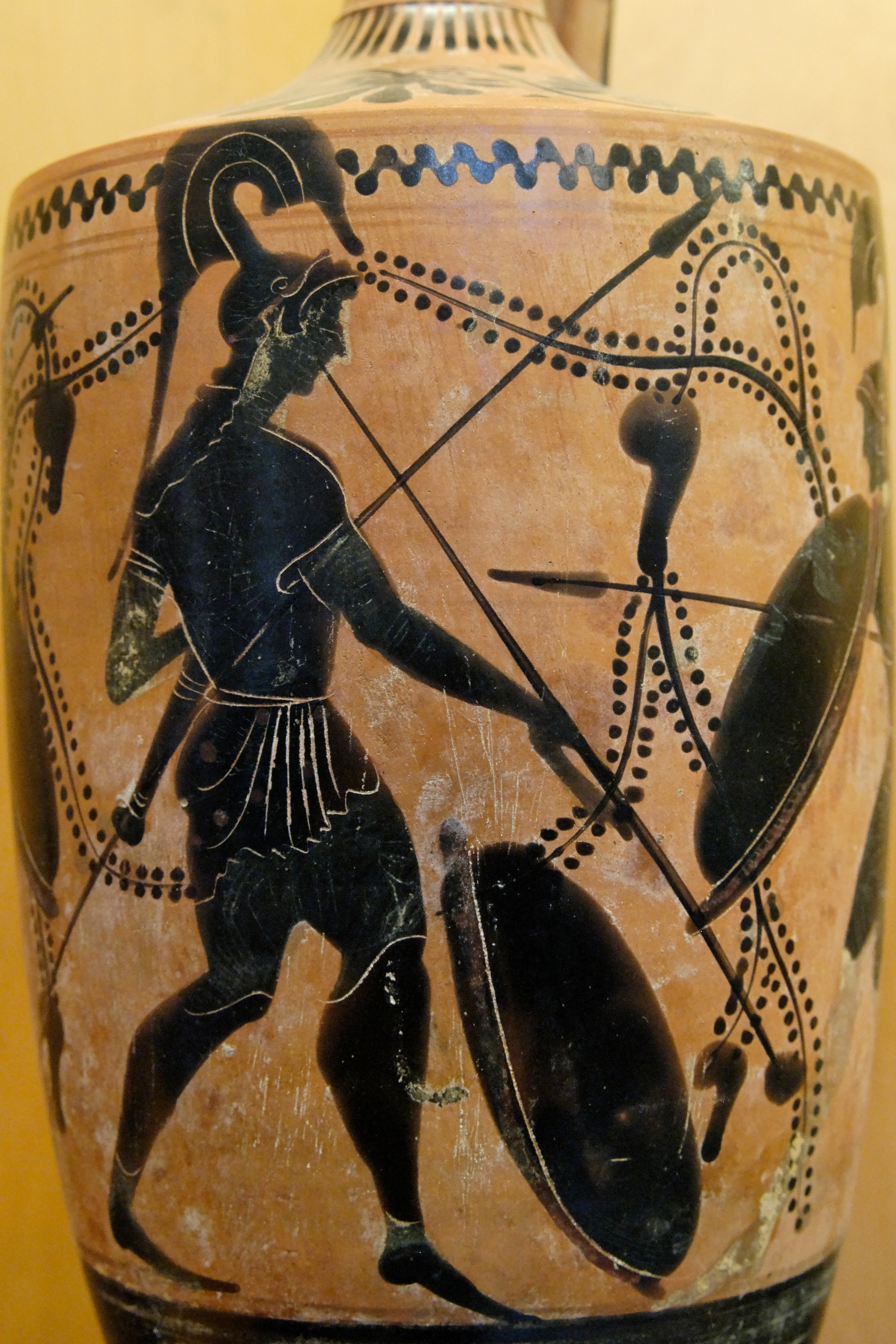
Hoplita tocando el salpinx. Lecito de finales del o principios del V a. C., Museo arqueológico regional Antonio Salinas de Palermo.

El salpinx (en griego antiguo σάλπιγξ) es un instrumento de viento de la Antigua Grecia de la familia de las trompetas, similar a la tuba de los romanos, aunque aquel era aproximadamente 1,5 metros más corto que ésta. Se ha encontrado en muchas civilizaciones antiguas, por lo que es difícil discernir dónde y cuándo está el origen de este estrecho instrumento. Se han hallado menciones a su sonido en la Ilíada de Homero, aunque no se encuentran referencias seguras hasta la Grecia clásica.
En cuanto a su uso, que se puede apreciar en las representaciones en vasos cerámicos y leer en las fuentes griegas, se ha constatado su empleo en el ámbito militar para dar órdenes a los hoplitas en el campo de batalla; y en los ámbitos festivo y teatral, por los comos (en griego antiguo κῶμος, kỗmos): cortejos rituales festivos que se acompañaban de su música en los banquetes y en las festividades religiosas, y también por los coros en las representaciones teatrales.

## Origen
Las menciones al salpinx se han hallado con frecuencia en la literatura y arte de la Antigua Grecia. Instrumentos similares fueron tañidos en Anatolia, Mesopotamia y Antiguo Egipto, aunque el salpinx está más estrechamente relacionado con la versión egipcia. Existen citas sobre el salpinx en la literatura de la Antigua Grecia, con la mención a este instrumento con el nombre de «tirreno», un derivado del término tyrrhenoi (tirrenos), exónimo empleado a menudo por los griegos en alusión al pueblo etrusco. Los instrumentos musicales de bronce tuvieron gran importancia en Etruria, la misma que tenían entre los griegos, quienes tenían en gran estima las contribuciones musicales de los etruscos. El salpinx, invención etrusca, respaldada por los griegos, es descrito por autores como Esquilo, Julio Pólux y Sófocles. Es probable que se introdujera en el mundo griego, de alguna manera, a través de los etruscos. Sin embargo, las referencias dispersas a este instrumento antes del contacto entre ambos pueblos, así como la miríada del tipo de los salpinges descritos por Eustacio de Tesalónica, sugieren un cierto nivel de incertidumbre respecto a si el instrumento llegó a los griegos directamente de los etruscos o a través de alguna fuente intermediaria.

## Descripción
En la época clásica, el salpinx estaba constituido por un tubo largo y delgado con un taladro cilíndrico, que terminaba en un pabellón. Las dos partes del instrumento eran habitualmente de bronce, aunque se conoce un ejemplar de marfil dotado de un pabellón cónico, que se piensa que proviene de Olimpia, y dos ejemplares completos de terracota descubiertos en la ciudad chipriota de Salamina. El salpinx conservado en el Museo de Bellas Artes de Boston mide 1,55 metros de largo, mientras que las representaciones en cerámica parecen mostrar longitudes desde 80 centímetros a 1,2 metros.
El pabellón tenía habitualmente forma de campana, de ahí su nombre (en griego antiguo κώδων, kōdōn) «campana», aunque las pinturas testimonian una gran variedad de formas, del bulbo al cono. Cada tipo de pabellón ejercía, probablemente, un efecto sobre el timbre del sonido producido. Así, en Las nubes de Aristófanes, dos de los personajes la comparan con el culo de un insecto, el típula: «el intestino del típula es estrecho; (...) a causa de esta estrechez, el aire es empujado enseguida con fuerza hacia el culo; a continuación, la apertura del culo comunica con el intestino, el culo resuena por la fuerza del aire».
El ejemplar de Boston y las pinturas en vasos cerámicos muestran una boquilla, pero Pólux, un gramático del siglo II a. C., precisa que el salpinx «es una invención etrusca; su forma es recta o curva; de bronce o de hierro y posee una γλῶττα (glōtta) de hueso». El término glōtta es traducido clásicamente por «lengüeta», dispositivo con el que estaba equipado el aulos (una especie de oboe). Para algunos, Pólux confunde aquí boquilla y embocadura. Sin embargo, su testimonio es corroborado por Simplicio de Cilicia, según el cual el hydraulis está equipado de lengüetas de salpinges y de auloi. Incluso, las pinturas sobre vasos cerámicos muestran a menudo tañedores de salpinx equipados de una phorbeia (en griego antiguo φορϐειά), una ancha banda de cuero que pasaba desde la boca hasta detrás de la nuca del instrumentista, taladrada con agujeros para permitir el paso de la boquilla. Corrientemente utilizada para tañer el aulos, la phorbeia mantenía la boquilla contra la boca del aulista, le obligaba a respirar por la nariz (respiración continua) y reducía la tensión muscular de las mejillas; en definitiva, permitía una interpretación potente y continua. Finalmente, las trompetas circulares halladas en Pompeya presentan, una de ellas, una embocadura, y las otras dos, una boquilla.
Se puede, pues, concluir que los griegos designaban con el nombre de salpinx a dos tipos de instrumento, uno con boquilla y el otro sin ella. Se ha objetado que Pólux describe en su obra instrumentos tanto griegos como romanos; el uso del hueso parece un poco curioso para una boquilla, que tiene que ser soplada para que vibre correctamente.
Las trompetas encontradas en Olimpia son circulares, mientras que este salpinx es longitudinal.

## Usos

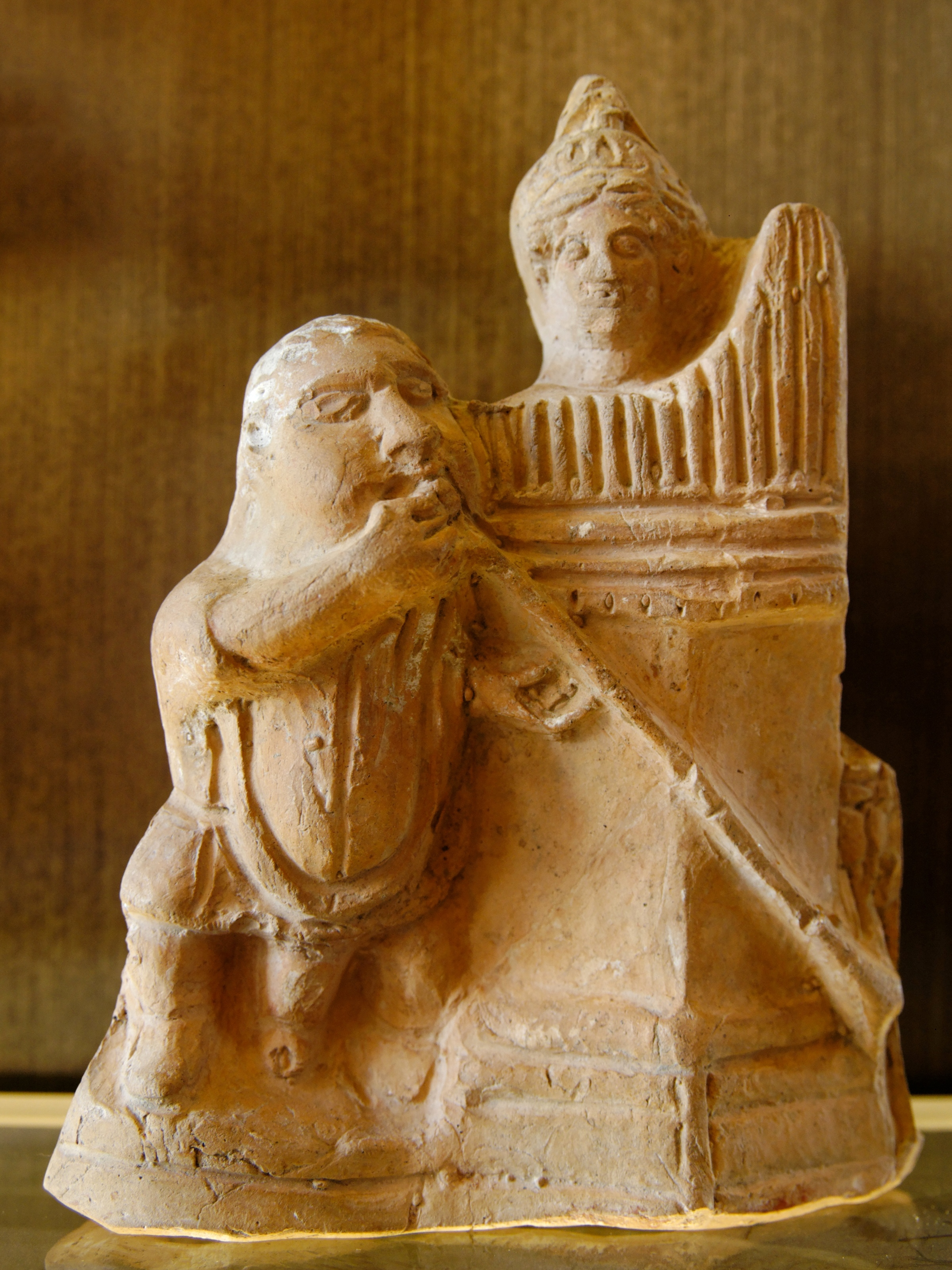
Músicos tocando el salpinx (a la izquierda) y el hydraulis (a la derecha). Figura de terracota fabricada en Alejandría en el

Uno de los principales usos del salpinx era el militar: un instrumento sin boquilla se podía escuchar mejor en un campo de batalla que un instrumento del tipo del clarinete u oboe.
A menudo era usado para señales, llamamiento a las multitudes y para el comienzo de las carreras de carros. Aristóteles refiere en De Audibilibus, que los salpinges eran utilizados como «...instrumentos para el llamamiento a la guerra, a los juegos, más que para hacer música». Arístides Quintiliano describe la necesidad del salpinx y de un salpingitis (instrumentista del salpinx) en una batalla, en su tratado De la música. Explica que cada orden para las tropas era dada empleando unos tonos o melodías específicas del salpinx. Esta acción permitía a todo un ejército recibir una orden de una vez, así como proporcionar un nivel de secreto a estas llamadas específicas del salpinx y desconocidas para el adversario.
Andrew Barker, sin embargo, describe una posible excepción al uso utilitario, remitiéndose a Aristóteles: «... es por eso que todo el mundo, cuando participa en las jaranas, relaja la tensión de la aspiración al tocar el salpinx, a fin de que el sonido sea tan suave como sea posible». Se sugiere aquí que el salpinx pudo haber sido usado tanto en ocasiones festivas como militares. Esta idea es corroborada por Nikos Xanthoulis en su artículo The Salpinx in Greek Antiquity. Presta particular atención a la afirmación de Aristóteles sobre que los «...participantes de un komos relajan la tensión de la exhalación de aire en el salpinx, para hacer el sonido más suave». El komos, un festival callejero con música y danza, podría haber requerido una «relajación de la tensión» con el fin de crear un tono más agradable, lo que indicaría un uso del instrumento fuera del ámbito militar.

### Uso moderno
El sonido de la trompa está siendo recreado digitalmente por el proyecto Ancient Instruments Sound/Timbre Reconstruction Application (Sonido de Instrumentos Antiguos/Aplicación de Recreación del Timbre), proyecto que usa la síntesis por modulación física para simular el sonido del salpinx. Debido a la complejidad de este proceso, el proyecto ASTRA utiliza cientos de computadoras en toda Europa para modular los sonidos.
El salpinx forma parte de la Lost Sounds Orchestra, junto con otros antiguos instrumentos, cuyos sonidos han sido recreadas por ASTRA, como el epigonión, el aulós, el barbitos y la siringa.

## Sonoridad
El salpinx se caracterizaba por su particular sonoridad: Esquilo lo describe como un sonido «penetrante» y «muy elevado». Aristóteles lo compara con el barrito de un elefante. Según diversas fuentes, el instrumento habría sido prohibido en varias ciudades de Egipto, porque el sonido recordaba demasiado al rebuzno de un asno.